# Чинизелли, Гаэтано
Гаэта́но Чинизе́лли (итал. Gaetano Ciniselli; 1 марта 1815, Комо (по др. сведениям, Милан), Италия — 4 октября 1881, Санкт-Петербург, Российская империя) — итальянский цирковой наездник и дрессировщик лошадей, педагог, глава цирковой династии, основатель и директор Цирка Чинизелли в Санкт-Петербурге (1877).

## Биография и деятельность

### Ранние годы и карьера в Европе
Это был утончённый, изящный наездник, прекрасно чувствующий лошадь и умеющий подчинить её своей воле. Дрессировка и верховая езда полностью поглощали его мысли. Достойный ученик великого мэтра Боше, Чинизелли поднялся на недосягаемую высоту.
Гаэтано Чинизелли родился 1 марта 1815 года в Комо. С двенадцати лет поступил учеником в цирковую труппу Алессандро Гверра (итал. Alessandro Guerra). В 1841—1846 годах работал в парижском цирке Антонио Франкони, совершенствовался в искусстве верховой езды у мастера конного дела Франсуа Боше.
В 1846 году по приглашению своего первого учителя Алессандро Гверра, владевшего деревянным цирком в Петербурге, приехал в Россию вместе с женой, наездницей Вильгельминой Гинне (итал. Guglielmina Hinnée; 1817—1886) и шестилетним сыном Андреа. Гверра привлёк Чинизелли в труппу для «усиления программы» в связи с появлением у его располагавшегося на Театральной площади заведения конкурентов в лице Поля Кюзана и Жюля Лежара, выстроивших для выступлений своих трупп деревянное цирковое здание по соседству, слева от Александринского театра. Чинизелли выступал на сцене цирка Гверра в сезоне 1846/47 годов до закрытия заведения из-за финансового краха.

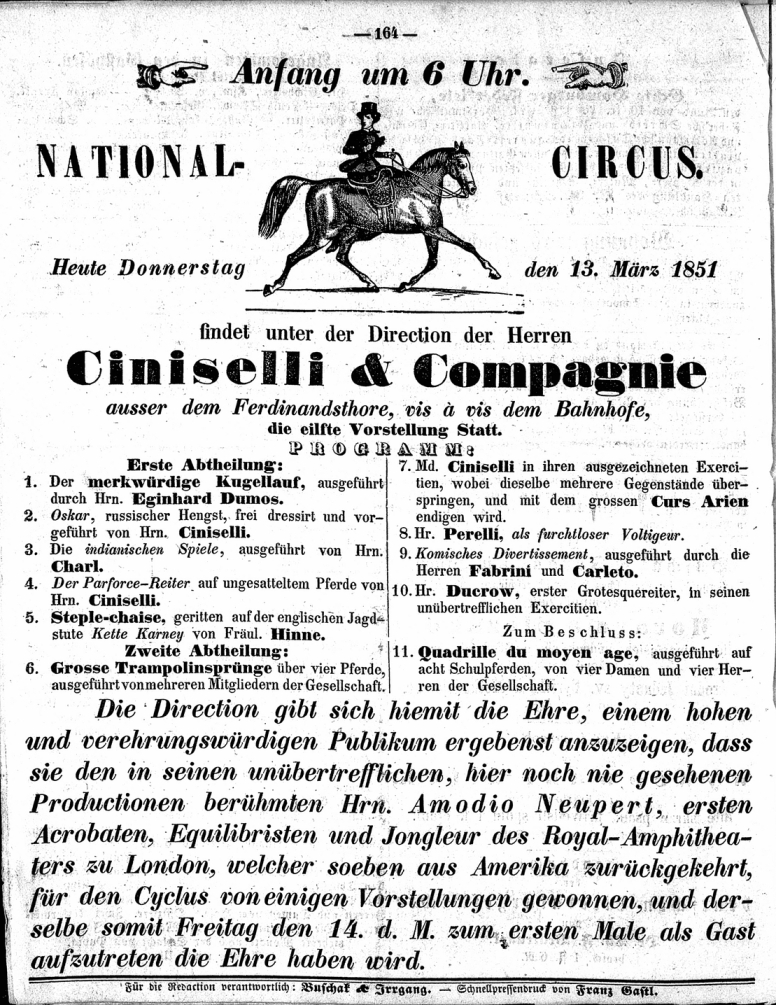
Объявление о выступлении труппы Чинизелли. 1851

В 1847 году покинул Россию и отправился в Лондон. Выступал как конный акробат, главным образом в героических и атлетических жанрах. Создал собственную труппу, костяк которой составляли члены его семейства. Гастролировал по Европе, выступления имели успех в Париже, Лондоне, Милане, крупных городах Германии и Швейцарии. В годы Рисорджименто работал педагогом-тренером в королевских манежах Виктора Эммануила II, за преподавательские заслуги был удостоен звания почётного шталмейстера его величества короля Италии. В 1868 году стал обладателем личного герба и кавалером ордена Короны Италии. В разные годы Чинизелли был награжден девятью Кавалерскими знаками орденов.

### В Российской империи. Цирк Чинизелли
Осенью 1869 года Чинизелли с семьёй в составе жены Вильгельмины, сыновей Андреа, Сципионе и Эрнесто, дочери Эммы и невестки Клотильды прибыл в Россию по приглашению брата жены, циркача и предпринимателя Карла Гинне, владевшего «конным и гимнастическим цирком» в Петербурге. Открывшийся в декабре 1867 года на Манежной площади цирк, по оценке современников, «представля[л] явление только посредственное» и Чинизелли был вызван родственником для исправления положения.
Семья Чинизелли, выступавшая в разных конных жанрах, пользовалась успехом у петербургской публики. В 1872 году Гинне покинул Петербург, передав Чинизелли руководство цирком. В 1876 году временный деревянный цирк на Манежной был известен уже как «цирк Чинизелли».

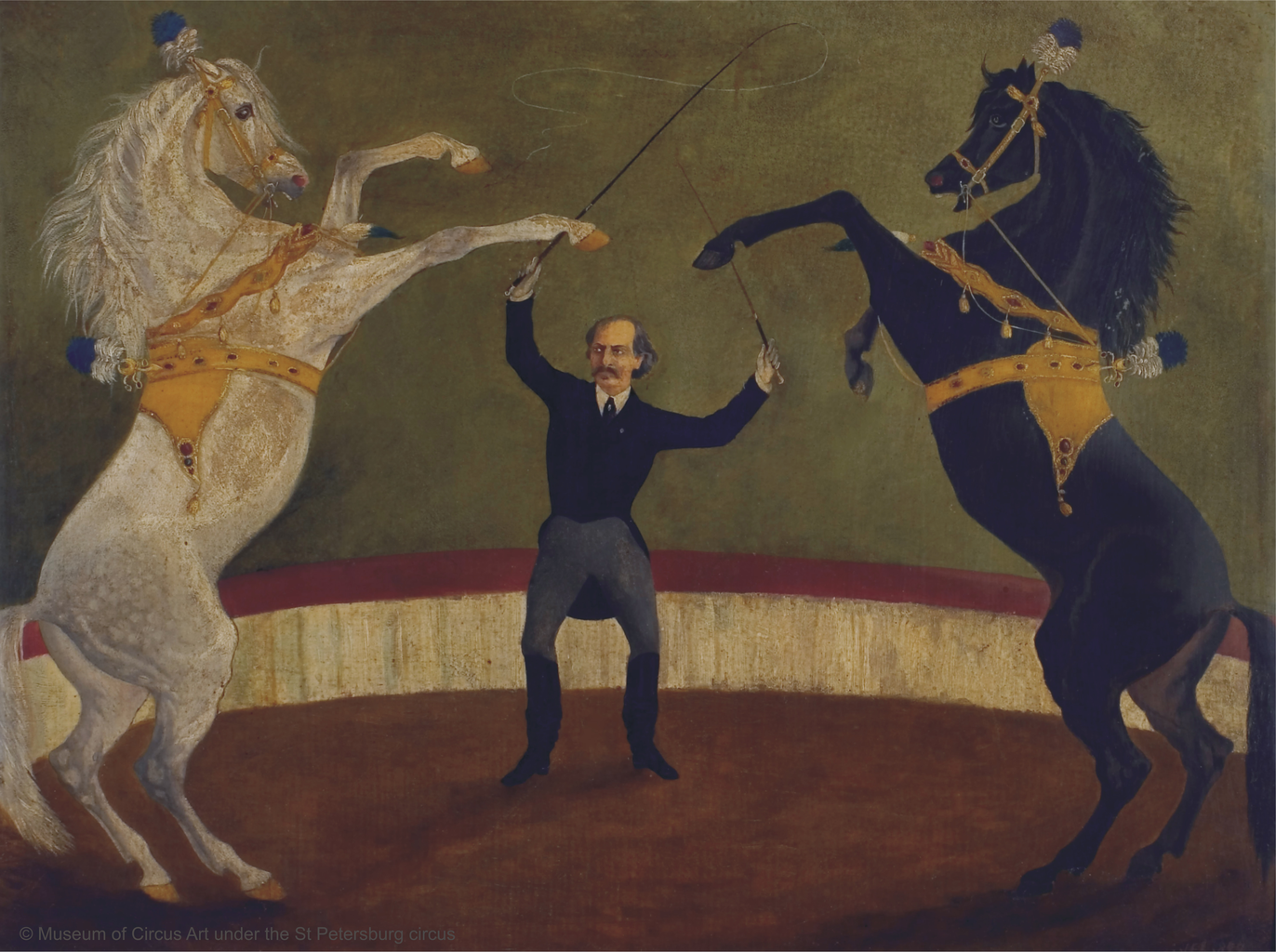
Г. Чинизелли исполняет номер с лошадьми «на свободе». Э. Мартиник,
1877

Решив открыть собственное дело в России, Чинизелли «с темпераментом конного наездника и упорством дрессировщика лошадей» стал добиваться разрешения городских властей на приобретение земельного участка Инженерного сквера у Фонтанки для постройки постоянного каменного здания цирка. Многократные отказы власти мотивировали тем, что «цирк не имеет того общеобразовательного значения, как театр», где «народ» мог бы «за доступную плату… умственно и душевно отдохнуть»; «постройкою цирка закроется фасад одного из замечательных зданий Петербурга, именно Инженерного замка»; дети лишатся возможности прогулок в сквере, поскольку от него «останется клочок, который будет граничить с конюшнями цирка». Настаивая на необходимости цирка «для народа», Чинизелли предложил после сноса деревянного циркового строения «устроить на свой капитал сквер на Михайловской площади (ныне Манежная)… обнести сквер железною решёткою и устроить в нём роскошный фонтан». 26 декабря 1875 года разрешение на строительство было получено.

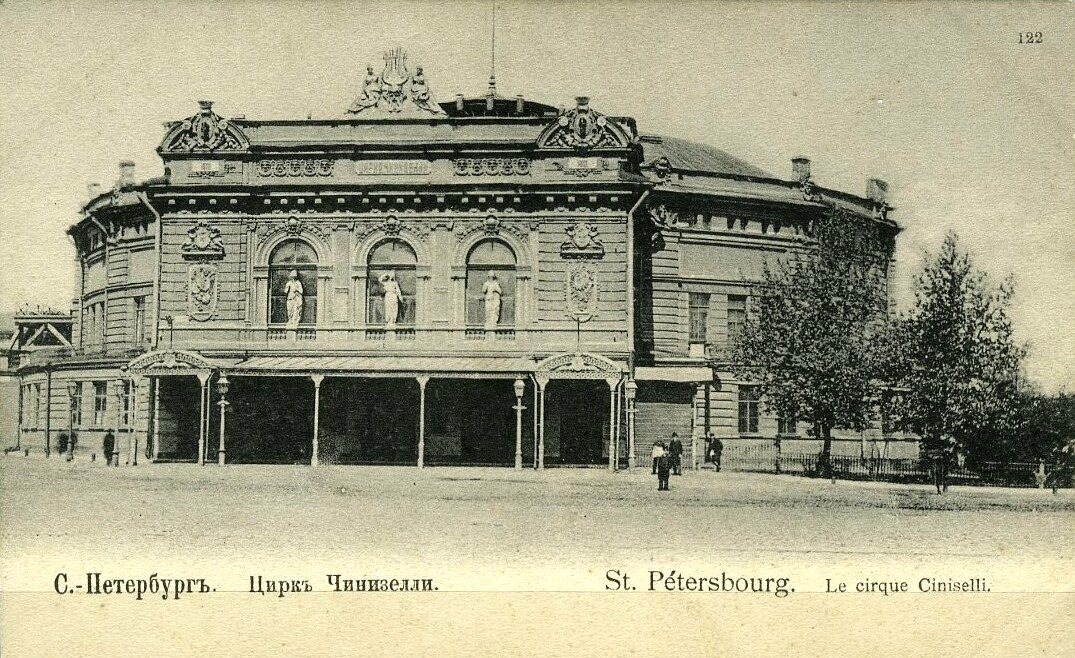
Цирк Чинизелли. 1890-е годы

В конце 1877 года на средства Чинизелли по проекту архитектора В. А. Кенеля на Манежной площади, напротив главного фасада Манежа был разбит сквер. Цирк Чинизелли открылся 26 декабря 1877 года и стал первым в России каменным стационарным цирком. При строительстве здания были применены новые архитектурные решения, которые впоследствии задействовались при постройке аналогичных сооружений.

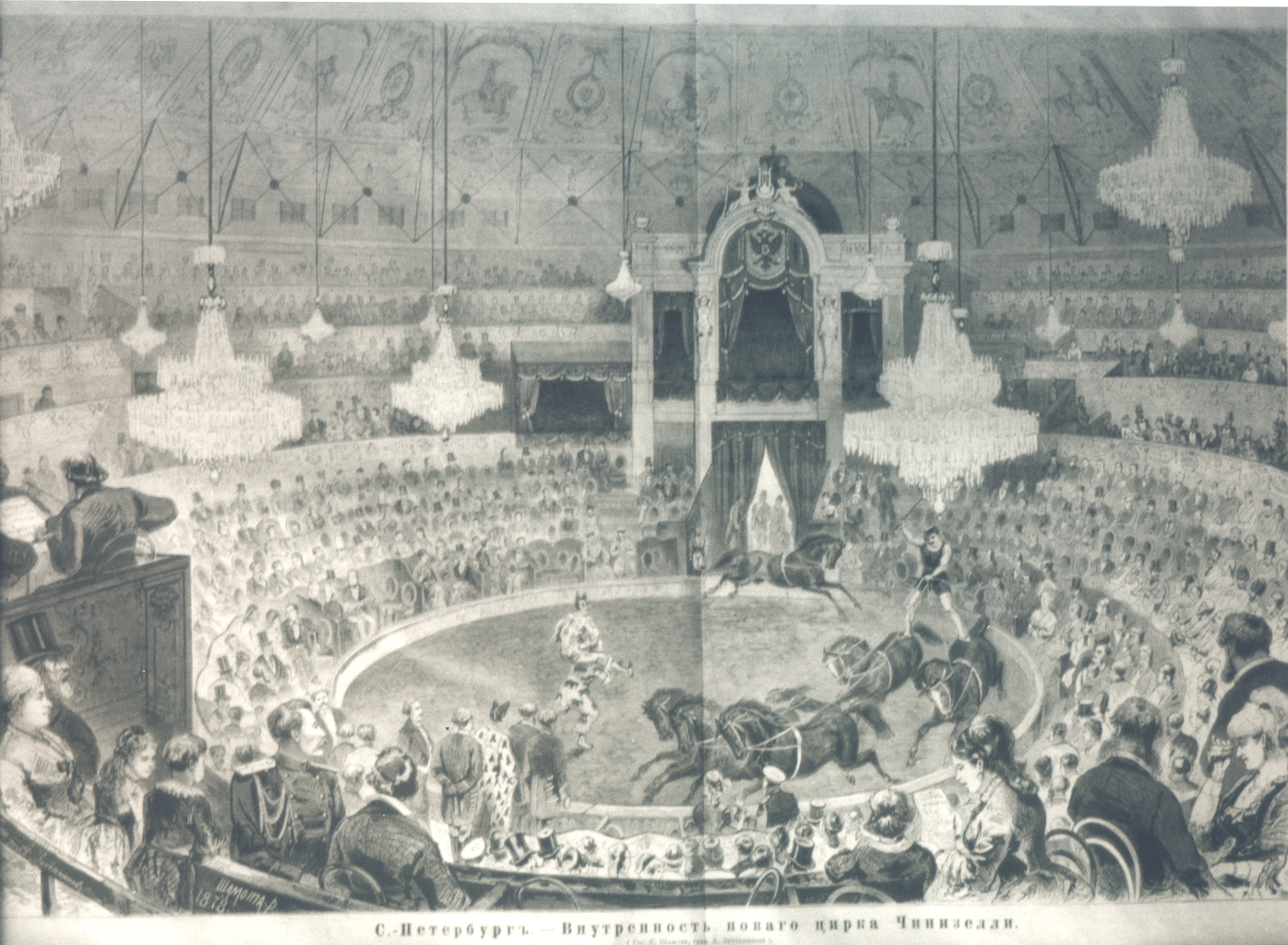
Интерьер цирка Чинизелли. 1878. Литография

В числе новых решений был установленный без опорных колонн сферический купол, обтянутый холстом с росписями, представляющими «типические изображения из вольтижёрского мира… среди которых выделя[л]ся сам владелец цирка госп. Гаэтано Чинизелли, сидящий верхом, и рядом дочь его, лихая наездница». Здание стало городской достопримечательностью и одним из главных столичных зрелищных предприятий.
В 1878 году «Петербургская газета» писала:

Надо отдать справедливость Гаэтано Чинизелли, труппа его составлена очень хорошо. В ней есть и представители высшей школы верховой езды с самим директором во главе, искусные наездники и наездницы, отважные вольтижёры, довольно проворные вольтижёрки, силачи, весьма порядочные танцовщицы и танцовщики на канате и проволоке, ловкие клоуны и отличные лошади. Семейство г-на Чинизелли и его три сына выводят дрессированных лошадей с редким искусством, как и три дочери на лошадях высшей школы, с изяществом и грацией…— Петербургская газета. — 1878. — № 103. — 28 мая
Посещение цирка Чинизелли вошло в моду у жителей Петербурга разных социальных слоёв. Помимо представлений в цирке устраивались вечера и праздники, публике предлагались разнообразные «новинки». В 1879 году началось соперничество Чинизелли с циркачом и предпринимателем Альбертом Саламонским, открывшим цирк в Москве, некоторое время «субботники Чинизелли» составляли конкуренцию «субботам» французской труппы Михайловского театра.
Гаэтано Чинизелли занимался дрессурой лошадей до последних дней. Умер в Петербурге 4 октября 1881 года (в Петербургском некрополе дата смерти — 16 октября). В сопровождении торжественной процессии и военного оркестра был с почестями погребён на Смоленском лютеранском кладбище. Старший сын артиста вёл за гробом его любимую лошадь.

## Семья

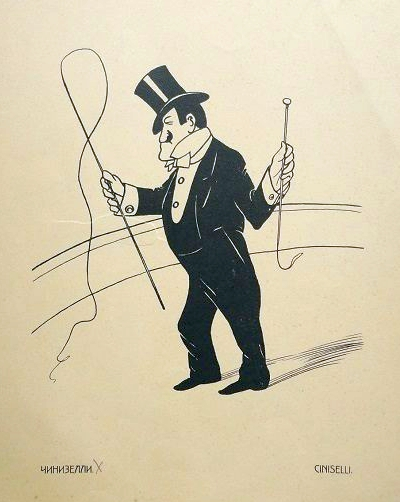
Сципионе Чинизелли. Карикатура Поля Робера. 1903

Семья Чинизелли работала в цирке до революции.
Жена
- Вильгельмина Анна Чинизелли (урожд. Гинне; 1817—1886) — наездница, представительница немецкой цирковой династии Гинне, возглавляла цирк после смерти мужа (1881—1886).

Дети
- Андреа Чинизелли (1840—1891) — наездник и дрессировщик, глава цирка после смерти матери (1886—1891).
- Эмма Чинизелли (в браке Штакельберг; 1850—?) — наездница высшей школы, ведущая артистка труппы Цирка Чинизелли. В 1880-е годы вышла замуж и оставила манеж.
- Эрнесто Чинизелли (1851—1925) — наездник и дрессировщик.
- Виргиния Чинизелли (1860 (?)—?) — наездница и дрессировщица.
- Шарлотта Чинизелли (1862 (?)—?) — наездница и дрессировщица.
- Сципионе Чинизелли (1864—1938) — наездник и дрессировщик, директор Цирка Чинизелли после смерти брата (1891—1918). После национализации цирка покинул Россию вместе с семьёй[12][3].

## Наследие и память
После революции Цирк Чинизелли был национализирован, менял названия и неоднократно реконструировался. После реставрации цирка в 2003 году на фасаде здания было восстановлено имя Гаэтано Чинизелли. В 2015 году, к 200-летию со дня рождения артиста, было принято решение о присвоении цирку его имени.
В 1988 году разбитый на средства Гаэтано Чинизелли Ново-Манежный сквер причислен к объектам культурного наследия. В 2014 году признана объектом культурного наследия могила Чинизелли и его семьи на Смоленском лютеранском кладбище. В 2015 году надгробие было отреставрировано.
По оценке историка цирка Домини Жандо —

Благодаря Чинизелли и Саламонскому русский цирк пережил свой расцвет и достиг высокого уровня мастерства… Здания, выстроенные Чинизелли и Саламонским в Москве и Санкт-Петербурге… стоят и поныне… и каждый вечер переполнены.
В 2021 году на площади Белинского открылся ресторан «Gaetano», названный в честь артиста.

## Комментарии
1. ↑  Цирк Алессандро Гверра находился на месте Мариинского театра.
2. ↑  Дочь Алессандро Гверра, жена Андреа Чинизелли.
3. ↑  В семейной могиле похоронены также жена артиста Вильгельмина Анна Чинизелли, свояченица Франциска Думос (итал. Franziska Dumos; 1815—1879) и три умерших во младенчестве внучки: Мария (1877—1878), Эмма (1878—1879) и Дора (1882—1890) Чинизелли[3][15].